# كرنباوية
الكرنباوية (الاسم العلمي: Brassiceae) هي قبيلة من النباتات تتبع فصيلة الكرنبية من الرتبة الكرنبيات.

## أجناس
- الخفج